# Galagania
Galagania är ett släkte i familjen flockblommiga växter. Dess arter förekommer i Iran, Afghanistan och Centralasien.

## Arter
Släktet omfattar sex arter:
- Galagania ferganensis (Korovin) M.G.Vassiljeva & Pimenov
- Galagania fragrantissima Lipsky
- Galagania gracilis (Kamelin & Pimenov) Kamelin & Pimenov
- Galagania involucrata (Korovin) Kljuykov
- Galagania neglecta M.G.Vassiljeva & Kljuykov
- Galagania tenuisecta (Regel & Schmalh.) M.G.Vassiljeva & Pimenov